# 蒙古真理报
蒙古真理报是蒙古国的主要报纸之一，也是蒙古人民党的机关报。

## 简介
《蒙古真理报》（原名《真理报》），是蒙古国的一份日报，也是蒙古人民党（原蒙古人民革命党）的机关报。该报创刊于1920年。在蒙古人民共和国时期，该报是该国主要纸质媒体，拥有145 000名读者。但在该国实行民主化以后，由于民營报纸相继创办，该报的地位已不如之前，但仍是蒙古国主要报纸之一。2001年前后，作为蒙古人民革命党机关报，《真理报》的发行量约为6000份。